# George Dennis
Pour les articles homonymes, voir Dennis.
George Dennis, né le 21 juillet 1814 à Ash Grove (Hackney, Middlesex) et mort le 15 novembre 1898 à South Kensington (Londres), est un explorateur britannique de l'Étrurie au XIXe siècle.

## Biographie
Il rédigea de nombreux ouvrages sur les lieux antiques et les monuments étrusques qu'il découvrit lors de plusieurs voyages dans une Italie à son époque peu sûre pour les voyageurs.
Il découvrit en particulier les tombes du site de Sovana, perdues dans les fourrés dont la monumentale  Tomba Ildebranda, la plus grande (initialement nommée par lui  Tomba Pola).

## Ouvrages

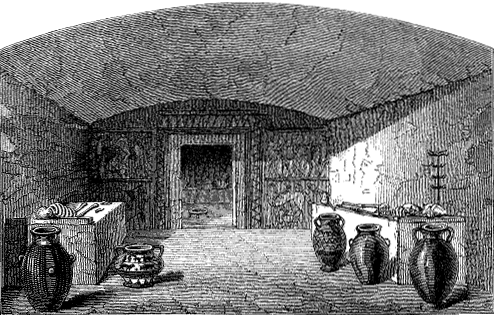
Croquis d'une tombe à Véies (illustration tiré du livre de George Dennis, chapitre II : Véies - le cimetière)

- A Summer in Andalucia. London, R. Bentley, 1839
- Cities and cemeteries of Etruria, publié en  1848 par le  British Museum (illustrations de sa main et de celle de Samuel James Ainsley)
- The Cities and Cemeteries of Etruria, Third Edition. John Murray, 1883